# Svend Aage Jensby
Svend Aage Jensby (ur. 10 września 1940 w Vejlby koło Aarhus) – duński polityk i prawnik, działacz partii Venstre, parlamentarzysta, w latach 2001–2004 minister obrony.

## Życiorys
W 1967 ukończył studia prawnicze na Uniwersytecie Aarhus. Pracował w prokuraturze w Aalborgu. Następnie był zatrudniony w duńskiej policji – od 1976 jako zastępca komendanta w Aalborgu, a od 1986 jako komendant w Hobro.
Prowadził również wykłady z prawa cywilnego na Uniwersytecie w Aalborgu.
Zaangażował się w działalność polityczną w ramach liberalnej partii Venstre. W 1988 został jej kandydatem na deputowanego. Mandat posła do Folketingetu uzyskał w 1990, sprawował go do 2005.
Od listopada 2001 do kwietnia 2004 zajmował stanowisko ministra obrony w rządzie Andersa Fogh Rasmussena.